# Spumula heteromorpha
Spumula heteromorpha är en svampart som beskrevs av J.W. Baxter 1966. Spumula heteromorpha ingår i släktet Spumula och familjen Raveneliaceae.   Inga underarter finns listade i Catalogue of Life.